# Monorail de Las Vegas
Le monorail de Las Vegas est un système de transport en commun du type  monorail sans conducteur à l'est et approximativement parallèle au Strip de Las Vegas (Nevada) mis en service le 15 juillet 2004. L'unique ligne de 6,4 km et sept stations, n'entrant pas dans la ville de Las Vegas, assure une fonction de navette entre plusieurs grands hôtels-casinos, du SLS (ex-Sahara) au MGM Grand, soit huit importants complexes hôteliers ainsi que le centre des congrès de Las Vegas. La fréquentation annuelle est tombée de 10,3 millions de passagers en 2005 à 4,2 millions en 2013.
Le monorail est exploité par une société à but non lucratif enregistrée, autorisée en vertu de la loi du Nevada puisque le monorail fournit un service public. L'État du Nevada a aidé au financement obligataire, mais aucun argent public n'a été utilisé dans la construction. La ligne était détenue et gérée par la Las Vegas Monorail Company jusqu'à sa faillite en 2020, vendue en novembre 2020 au Convention & Visitors Authority.

## Histoire

### 1995–2002: Monorail de MGM Grand-Bally
Conçu en 1993, le monorail de Las Vegas a commencé son service en tant que monorail du MGM Grand-Bally en juin 1995. La voie de guidage était construite selon la norme de voie "Alweg". Ce système circulait entre les hôtels MGM Grand et Bally en utilisant deux trains monorail Mark IV d'occasion qui avaient fonctionné sur le monorail Walt Disney World. Construit grâce à un partenariat entre les deux hôtels, la construction du système MGM-Bally a été confiée à VSL Corporation. Les deux trains allaient et venaient en navette chacun sur sa voie de 1 340 m. et étaient entreposés dans un bâtiment de maintenance près de la gare de Bally.

### 2002-2020: le nouveau monorail

#### Etudes et construction (1997-2004)
Devant le réel succès du monorail, des sociétés privées se lancent dans la réalisation d'un projet plus ambitieux.
En janvier 1997, la Commission régionale des transports du Nevada et la ville de Las Vegas ont officiellement adopté le Plan directeur des transports du Resort Corridor, qui comprenait un système de transport en commun de 25,1 km. En 1997, l'État du Nevada a adopté une législation permettant à une entreprise privée de posséder, d'exploiter et de facturer en tant que système de monorail public. Des études sont alors lancées pour réaliser un projet de monorail de plus grande ampleur. Le plan de financement est approuvé en juillet 2000 par l'État du Nevada et la Ville de Las Vegas.
En 2000, la société à but non lucratif Las Vegas Monorail Company (LVMC) a été créée et a acquis le système monorail original.
Le monorail de Las Vegas a été conçu artistiquement par Gensler du Nevada, techniquement par Carter & Burgess (maintenant Jacobs Engineering Group) basé à Las Vegas et construit par Granite Construction, Inc. de Watsonville.
Malgré la concurrence de Mitsubishi c'est Bombardier qui gagne le contrat système en septembre 2000, en tant que membre d'un consortium comprenant Granite Construction pour la construction génie civil. Bombardier doit fournir les systèmes électriques et mécaniques ainsi que les trains. Ce nouveau monorail comprend sept stations reliées par une voie double en viaduc sur une distance de 6,4 km en intégrant les deux stations existantes et la ligne de l’ancien monorail de MGM-Grand Bally. La flotte de 36 voitures, comprenant neuf trains de quatre voitures chacun, est une version urbanisée du monorail Mark VI construit par Bombardier pour le Walt Disney World, situé à Orlando. Le contrat comprend l'exploitation et la maintenance du système par Bombardier pendant cinq ans. Ce contrat sera prolongé de cinq ans en 2009. La capacité de transport du système est de 3 200 passagers par heure par direction. C'est la solution Alcatel qui gagne le contrat d'automatisation du système et des véhicules.
En 2002, le système d'origine a été fermé pour commencer sa conversion au système actuel de monorail de Las Vegas. La voie a été étendue de la station Bally (aujourd'hui station Bally et Paris) au nord jusqu'à l'hôtel - casino Sahara. La voie a été prolongée au sud au-delà de la station MGM afin de permettre la commutation des voies pour les trains, ainsi que le point de départ d'une éventuelle extension vers le sud.

##### Une mise en service retardée et de nombreux problèmes techniques
La mise en service du monorail, initialement prévue en janvier 2004, a été retardé de plusieurs mois. Le monorail avec son automatisme CBTC fut ouvert au public le 15 juillet 2004 pour une période d'essais. Durant celle-ci, plusieurs dysfonctionnements apparurent et retardèrent le début du service commercial de presque une année. En septembre, les nombreux problèmes du monorail, le plus grave de ces problèmes concernait des pièces tombant au sol sous les rails, amenèrent à sa fermeture temporaire, qui dura presque 4 mois. Le monorail a de nouveau ouvert ses portes le 24 décembre 2004, après la résolution des problèmes techniques. La presse locale signala que le monorail perdait 85 000 dollars par jour à cause de son inactivité, ce qui revient à 8,3 millions de dollars pour les 4 mois.
Durant le premier trimestre 2005, de multiples incidents techniques provoquèrent des arrêts d'exploitation de moindre durée.
Ses difficultés techniques qui entrainaient des recettes très inférieures aux prévisions engendrent pour la compagnie des difficultés financières.

## Exploitation
Le monorail de Las Vegas a été surnommé monorail de Las Vegas Robert N. Broadbent en l'honneur de Robert N. Broadbent, ancien maire de Boulder City, commissaire du comté de Clark, qui a été un artisan ardent de l'adoption du projet auprès des pouvoirs publics. Robert N. Broadbent est décédé en 2003 avant la mise en service du monorail.
La Las Vegas Monorail Company gérait le seul système de transport public privé aux États-Unis. Le monorail n'utilise aucun fonds public pour faire fonctionner le système. Pour équilibrer le projet en tenant compte du remboursement des emprunts, il était prévu que le monorail transporte environ 19 millions de passagers la première année.
Le mois de juillet 2005 reste un record pour le monorail avec plus d'un million de passagers transportés. Ce record sera parfois égalé par la suite.
Le 8 juillet 2005, la Transit Systems Management annonce qu'elle remet toutes ses responsabilités à la Las Vegas Monorail Company, l'opérateur du système. Ce même mois, Curtis Myles, un directeur général, ancien député de la Commission régionale de transport du Nevada méridional, est devenu président de la Las Vegas Monorail Company.
De 10,3 millions de passagers en 2005, la fréquentation baisse à 7 millions en 2006, puis remonte à 7,9 millions en 2007. Ce qui est insuffisant pour équilibrer les dépenses et rembourser les emprunts même si les recettes augmentent grâce à de nouveaux efforts de distribution et de vente de billets mis en œuvre pour maintenir l'augmentation du nombre de billets vendus et aux recettes publicitaires.
Un billet aller simple coûte 5 $ pour les touristes et 1 $ pour les résidents du Nevada. Le monorail de Las Vegas génère des revenus grâce aux passagers payants mais également aux entreprises sponsors. Les droits de marque pour les sept gares et les neuf trains sont disponibles. Hansens Beverage a parrainé le premier train monorail. Nextel Communications a créé un pavillon thématique à la plus grande station, adjacente au centre de convention de Las Vegas. Paramount Studios fit décorer un monorail aux couleurs de Star Trek.
En 2010, la Compagnie est une première fois en situation de cessation de paiements. Elle obtiendra en 2012 du juge l'autorisation de continuer ses activités.
En mai 2011, le Sahara ferme ses portes, ce qui sera l'une des principales raisons de la baisse de la fréquentation en 2012. En 2014, un nouvel hôtel-casino, le SLS Las Vegas, a pris le contrôle du Sahara, et l'achalandage a augmenté par rapport au niveau de 2012, tout en restant à un niveau très faible.
Début 2020, la Las Vegas Monorail Company fait définitivement faillite, le monorail est vendue en novembre 2020 au Convention & Visitors Authority.

## Tracé et stations
Le monorail passe généralement derrière les hôtels et les casinos du côté est du Strip. Il faut généralement passer par les casinos pour rejoindre les stations. Ce manque de présence directe sur le Las Vegas Strip avec des prix des billets assez élevé ont été des facteurs importants dans la relative faible utilisation du service.
Liste des stations du nord au sud :
- SLS Sahara Station
- Las Vegas Hilton Station

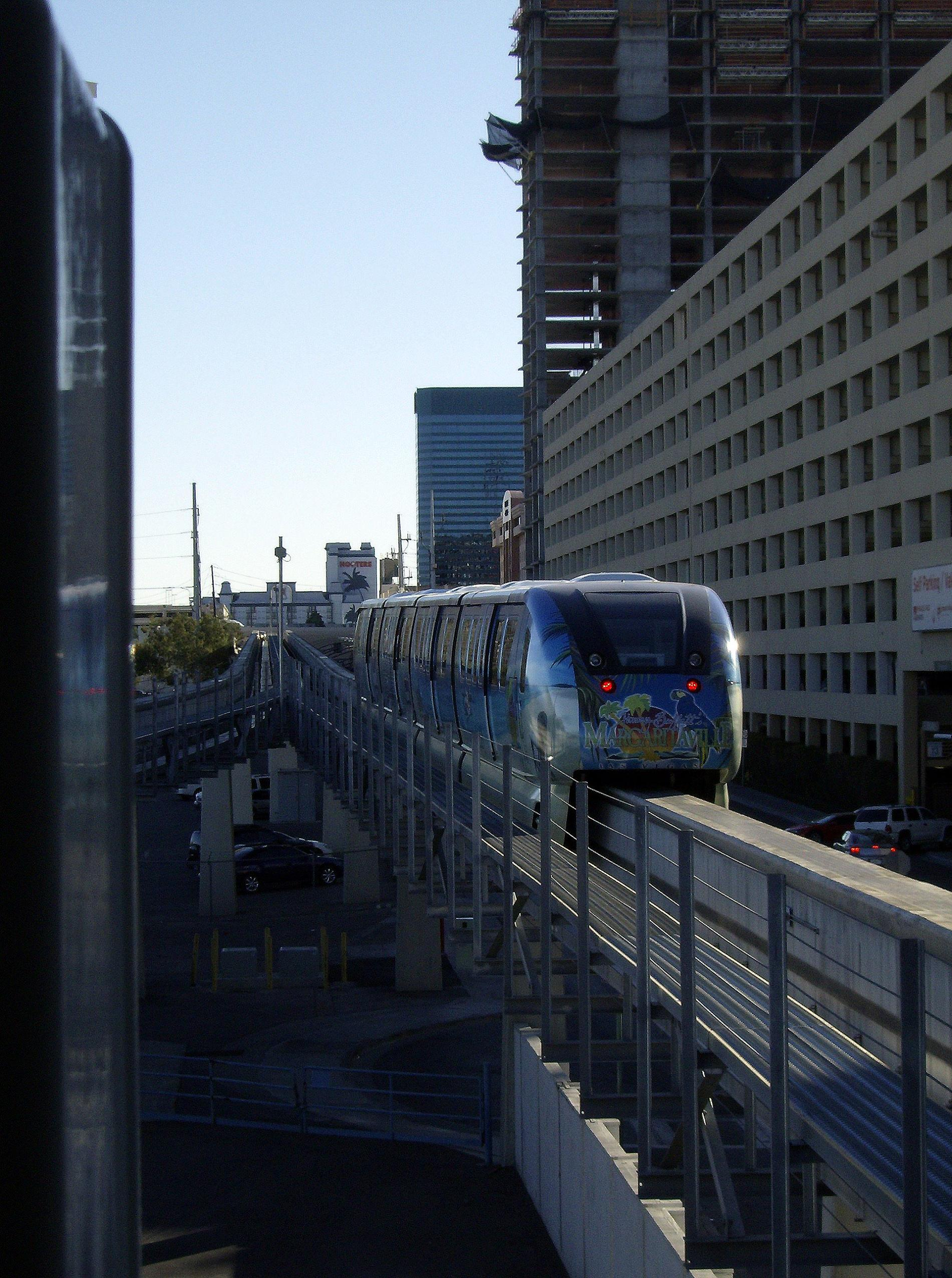
Rame quittant la station Bally's / Paris.

- Las Vegas Convention Center Station
- Harrah's / Imperial Palace Station
- Flamingo / Caesars Palace Station
- Bally's / Paris Hôtel-casino Station
- MGM Grand Station

## Matériel roulant
La technologie des véhicules monorail provient directement des systèmes monorail fonctionnant à Walt Disney World.
Le monorail utilise neuf trains Bombardier Mark VI entièrement automatiques de quatre véhicules peints en différentes couleurs.
Bien que la voie de guidage et les équipements du nouveau monorail semblent similaires à la conception Alweg originale, comme le monorail de Seattle, leurs systèmes de suspension et de propulsion diffèrent considérablement. Le système Mark VI utilisé pour Las Vegas se compose de deux gros pneus par voiture qui supportent la charge sur la voie de guidage en béton et de huit pneus de guidage qui chevauchent la voie de guidage des deux côtés. La capacité totale d'un trains de quatre voitures est de 72 places assises et 152 passagers debout. La vitesse maximale des trains, alimentés en 750 V cc par troisième rail, est de 80 km/h, bien que cette vitesse ne puisse être atteinte que pendant un court segment de ligne.

## Projets d'extension
Deux projets d'extension avaient été initialement proposés. La phase 2 au nord devait conduire le monorail vers le centre-ville de Las Vegas. Un contrat a été signé avec Bombardier en octobre 2003 pour réaliser cette extension de 3,6 km, quatre stations, avec 20 nouveaux véhicules, sous réserve de financement. Ce contrat n'a jamais été mis en vigueur.
La phase 3, une extension vers le sud, fut approuvée par la Commission des transports du comté en novembre 2005 par une étude sur la pertinence d'un prolongement de quatre stations jusqu'à l'aéroport.
En mars 2018, la Commission transport du comté de Clark approuva une proposition d'extension vers Mandalay Bay, rapprochant le monorail du stade Allegiant, avec deux nouvelles stations, une à Mandalay Bay et une autre au MSG Sphere.
À aucun moment la Compagnie du monorail n'a été en mesure de financer ces projets que le département fédéral des transports a refusé de financer.